# Verena Nussbaum

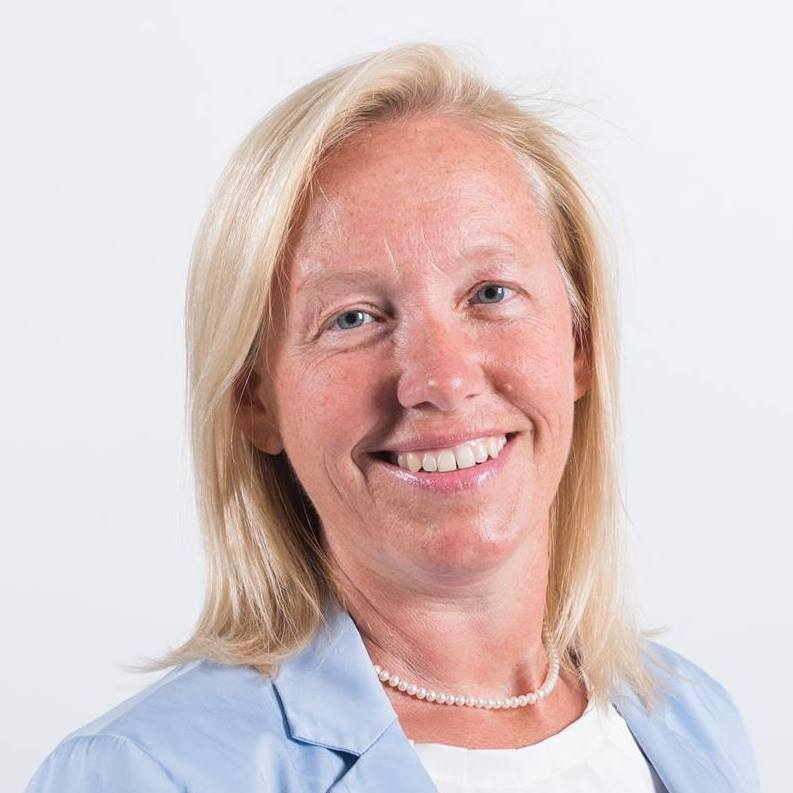
Verena Nussbaum

Verena Nussbaum (* 19. Februar 1970 in Graz) ist eine österreichische Juristin und Politikerin der Sozialdemokratischen Partei Österreichs (SPÖ).

## Leben
Verena Nussbaum studierte Rechtswissenschaften in Graz und arbeitet seit dem Jahr 1998 für die Gewerkschaft der Privatangestellten, Druck, Journalismus, Papier (GPA-djp). Sie ist seit 2009 Mitglied im Vorstand der Steiermärkischen Gebietskrankenkasse (STGKK) und wurde im Herbst 2013 zur Obfrau des Vorstandes gewählt. Zudem ist sie Kammerrätin der Fraktion Sozialdemokratischer Gewerkschafter (FSG) in der Arbeiterkammer Steiermark. Am 9. November 2017 wurde sie im Österreichischen Nationalrat angelobt. Nussbaum ist auch im Vorstand im Verein nowa tätig.